# La Fova
La Fova o la Fova de Terrantona (en aragonès A Fueva, en castellà La Fueva, oficialment La Fueva/A Fueba) és un municipi aragonès situat a la província d'Osca i enquadrat a la comarca del Sobrarb. La capital del municipi és Terrantona.
En 1320, la croada dels pastors travessà els Pirineus atacant les aljames de Jaca i Montclús. Jaume el Just actuà i envià un destacament per protegir els jueus, i l'infant Alfons manà penjar quaranta dels atacants d'Osca i els atacants es dirigiren a Tudela i Pamplona, on els jueus plantaren cara i els rebutjaren.

## Entitats de població
- Arasanz, llogaret situat a l'esquerra del Cinca.[6]
- Formigals.[7]
- Fossau[8]
- Morillo de Montclús, situat a 746 metres d'altitud.[9]
- Rañín.[10]
- Salinas de Trillo.[11]
- Samitier.[12]
- Terrantona.[13]
- Toledo, terme antic format per Samper de Toledo, San Juan de Toledo i Atiart.[14]
- Trillo.[15]
- Troncet.[16]

## Llocs d'interés
- Muro de Roda, està envoltat d'una muralla.[17]

## Imatges

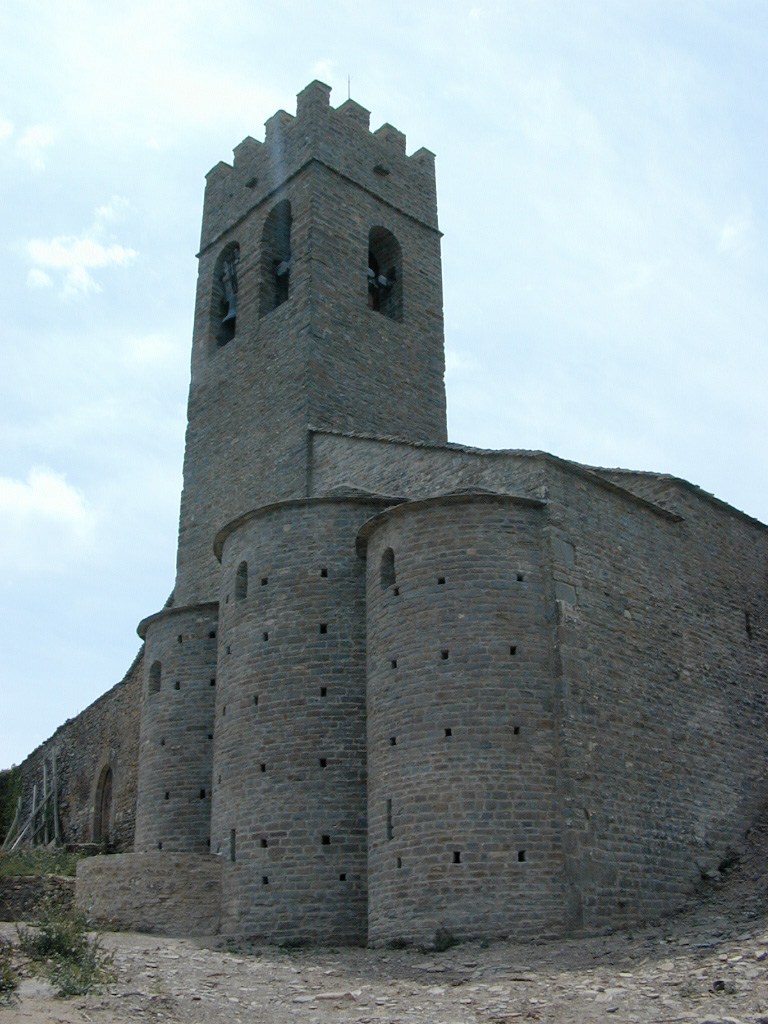
Església de Santa Maria, Muro de Roda
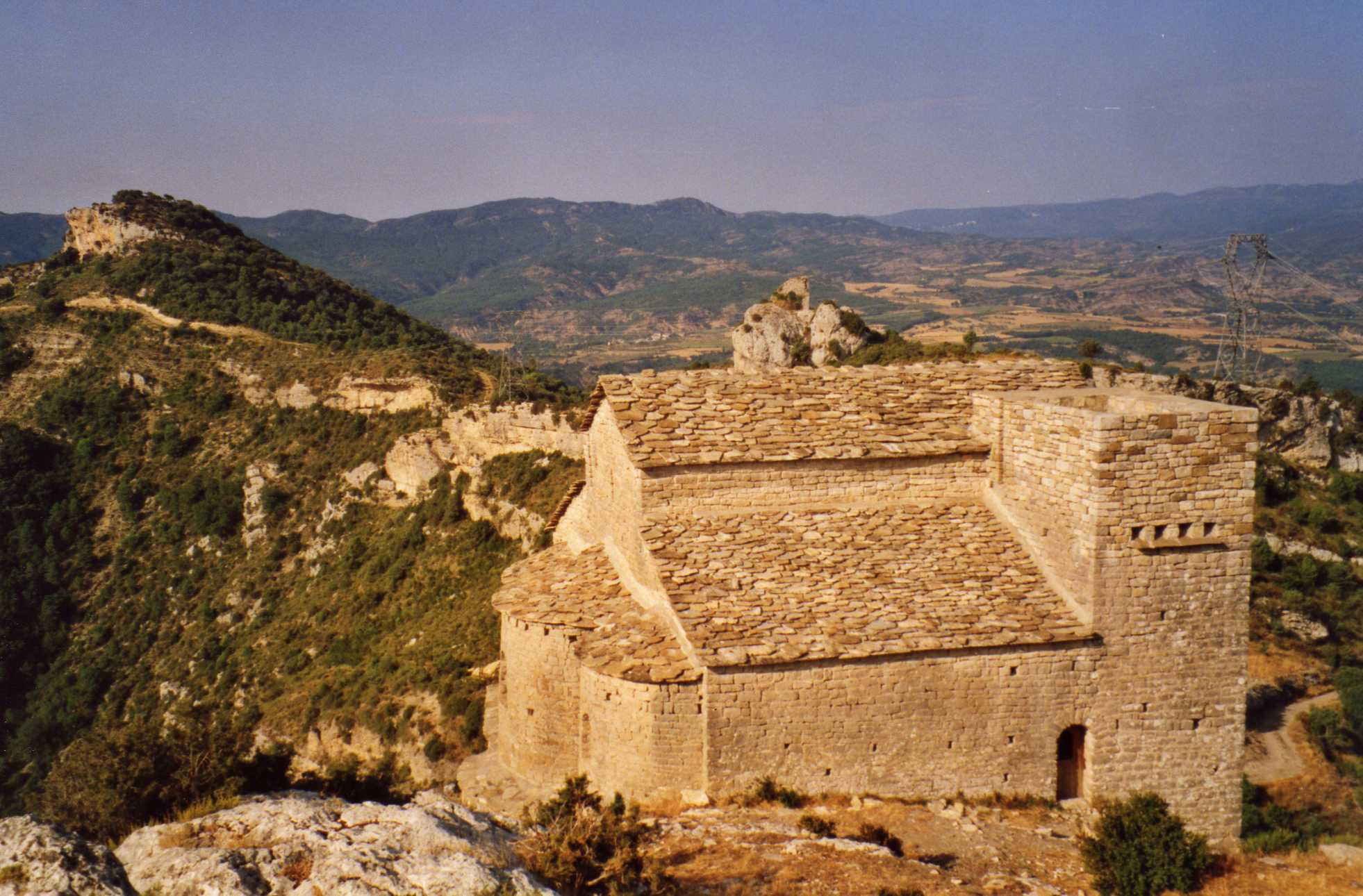
Ermita de Sant Ermenter i Sant Celdoni, Samitier
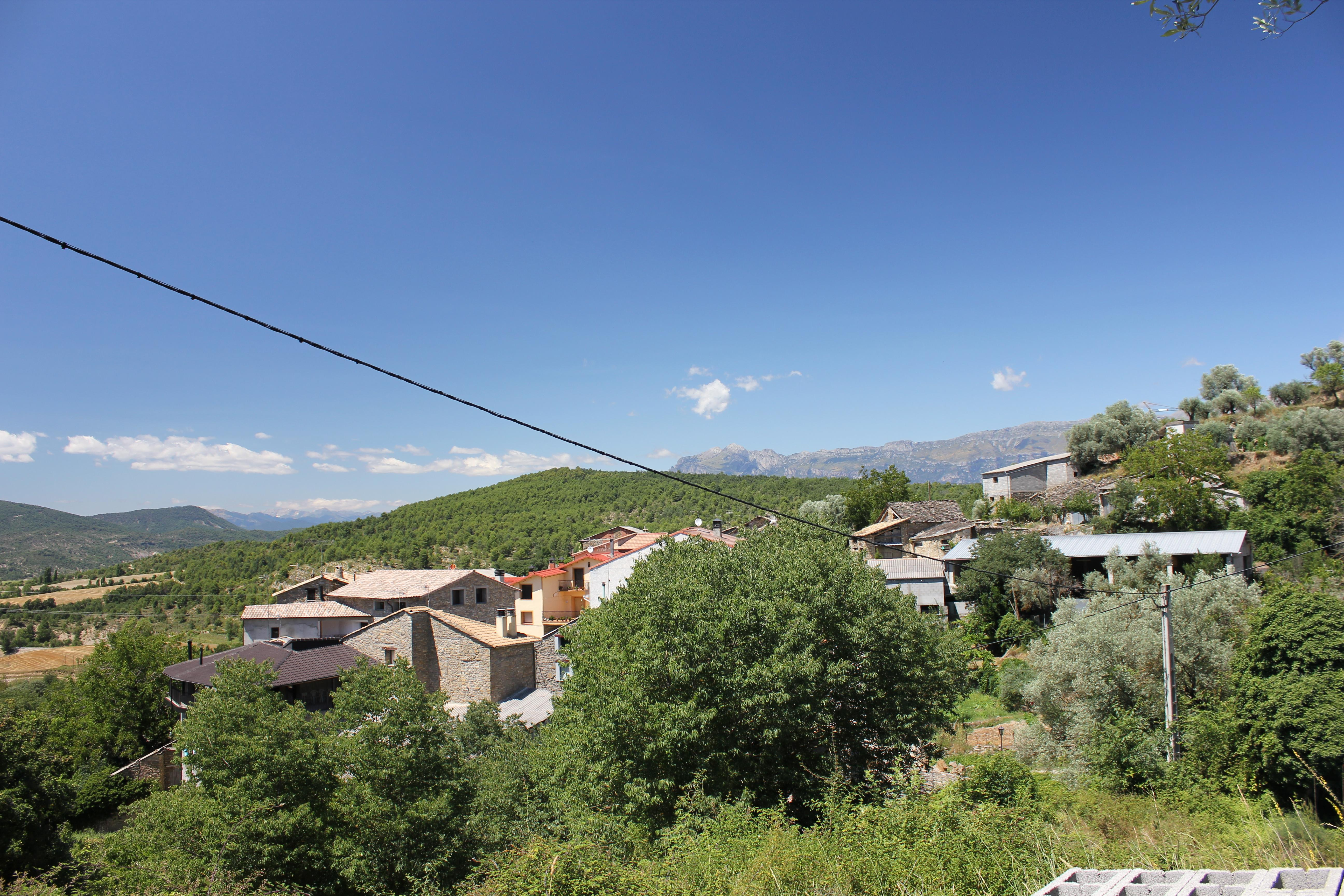
Formigals
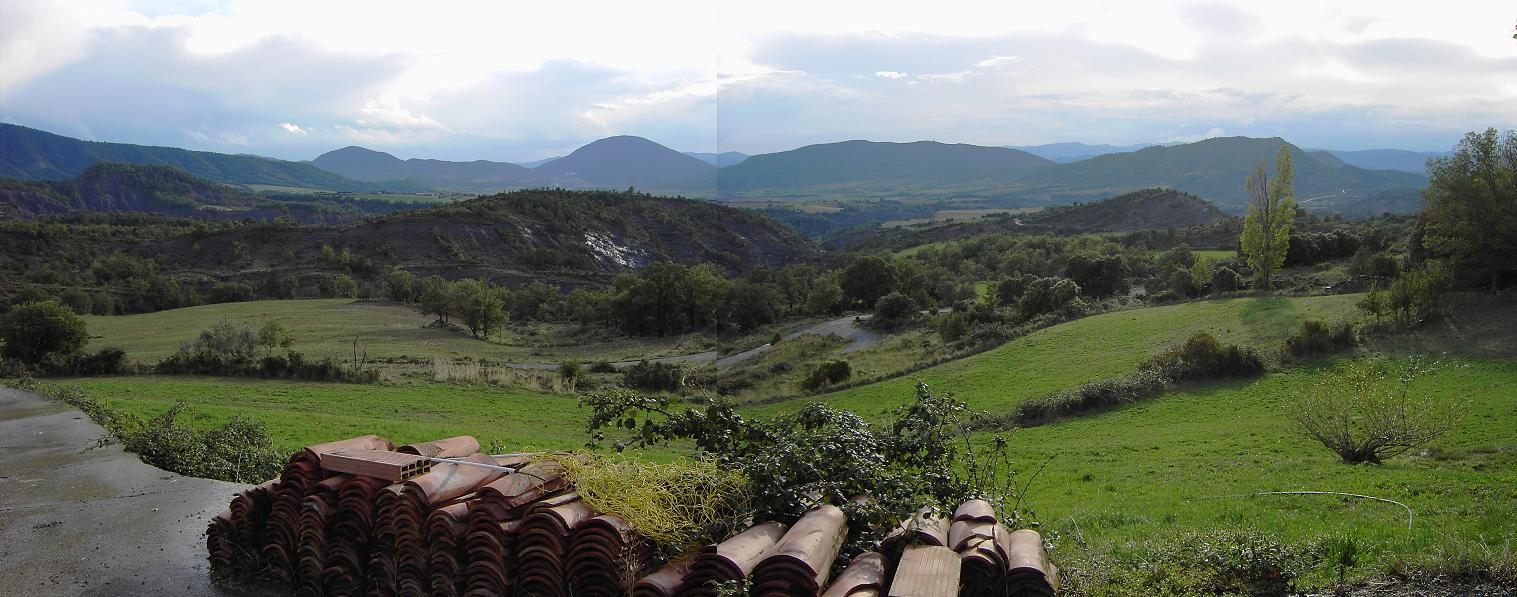
Vall de la Fova
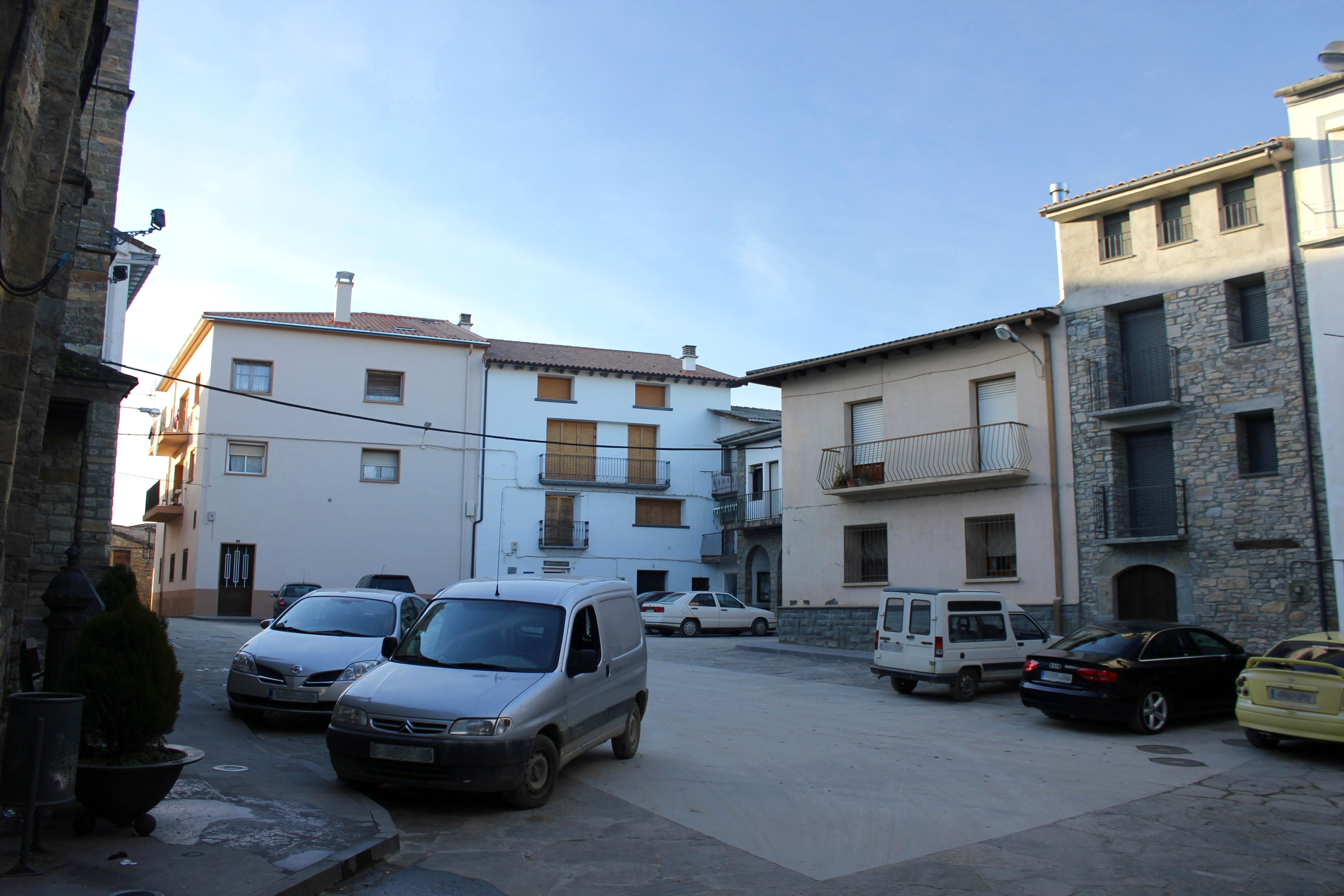
Terrantona